# Piero Scotti
Piero Scotti (11 de novembro de 1909 - 14 de fevereiro de 1976) foi um automobilista italiano que participou do Grande Prêmio da Bélgica de 1956 de Fórmula 1.